# Metaphorura riozoi
Metaphorura riozoi is een springstaartensoort uit de familie van de Tullbergiidae. De wetenschappelijke naam van de soort is voor het eerst geldig gepubliceerd in 2000 door Castano-Meneses, Palacios Vargas & Traser.